# سوخور رشید علیا
سوخوررشید علیا، روستایی از توابع بخش گوار شهرستان گیلانغرب در استان کرمانشاه ایران است.

## جمعیت
این روستا در دهستان حیدریه قرار دارد و براساس سرشماری مرکز آمار ایران در سال ۱۳۸۵، جمعیت آن ۱۹۴ نفر (۴۰خانوار) بوده‌است.شامل خانوارهای شانظر آقامیر اکبر علی میر علی عسکر علی شیر ولی علی سلیم علی میر قریب علی بگ جمشید بگ واجداد ظاهربگ بساط -ویس بگ طهماسب جاماسب عبداله بگ عزیز بگ رشید بگ و--- آقامیرمحمد سهیل می‌باشند که جد آنها از قرولس مندلی به اینجا آمده و با روستاهای رشید سفلی خوش اقبال قیطول ورشیالی پل ماهیت از یک دودمان می‌باشندو رشید پدربزرگ کدخداشانظر می‌باشد در ضمن ساکنین این روستا اجدادی به شکار علاقه داشته‌اند.